# Vicente Bernedo
Vicente Bernedo García-Huidobro (* 22. Januar 2002 in Santiago) ist ein chilenischer Fußballtorwart.

## Karriere

### Verein
Vicente Bernedo kam mit zwölf Jahren in die Jugend von Universidad Católica und debütierte im Juni 2021 in der Profimannschaft. Für die Saison 2022 wurde er an den Zweitligisten Deportes Concepción verliehen. Für die Saison 2023 wechselte er auf Leihbasis zu CD Cobreloa, kehrte aber im Juni zu Universidad Católica zurück, nachdem er beim Leihklub nicht berücksichtigt wurde.

### Nationalmannschaft
Bernedo spielte 2020 in der U20-Nationalmannschaft.

## Erfolge
Universidad Católica
- Chilenische Meisterschaft: 2021
- Chilenischer Supercupsieger: 2021

Cobreloa
- Chilenischer Zweitligameister: 2023